# Émile Laure
Pour les articles homonymes, voir Laure.
Auguste Marie Émile Laure, né le 3 juin 1881 à Apt et mort le 3 juillet 1957 à Hyères, est un général français. Il sert auprès du général Pétain à partir de 1917, devenant le secrétaire général de son cabinet au début du régime de Vichy jusqu'en 1942.
Arrêté et déporté à deux reprises en Allemagne en 1940 et 1943, il est à nouveau arrêté et jugé dans le cadre de l'épuration qui a suivi la Libération. Il est finalement acquitté le 2 juillet 1948.

## Biographie

### Jeunesse
Émile Laure est né à Apt, dans le Vaucluse, le 3 juin 1881 de Joseph Laure et Marguerite Duval. Son père est ingénieur des Arts et Manufactures.
Émile Laure aura trois frères et sœurs : Paul (1874-1951), Thérèse (1875-1936) et Henri (1879-1926).
À partir de 1899, Émile Laure est au Petit Séminaire de Brignoles, dans le Var, où son oncle, l'abbé Louis Duval, est économe et professeur de mathématiques.
Il poursuit ses études au collège jésuite de Saint-Joseph d'Avignon, jusqu'au baccalauréat.
En 1899, il est admis à l'école militaire de Saint-Cyr, promotion "In Salah". Il en sort en 1901, classé 19e sur 586 élèves.

### Carrière militaire
En 1901, Il intègre le 7e bataillon de chasseurs alpins à Antibes jusqu'en 1906.
Il intègre l'École supérieure de guerre de 1906 à 1908. Plus jeune élève de sa promotion, son sens tactique est remarqué.
De 1908 à 1913, il est à l'état-major de la 30e division d'infanterie en Avignon.
En 1913, il est nommé capitaine au 149e régiment d'infanterie d'Epinal, de la 43e division d'infanterie. C'est avec cette division qu'il commence la Première Guerre mondiale.

#### Première Guerre mondiale
Le 2 août 1914, il est en couverture à Bruyères, il commande alors le 3e bataillon. Le 25 août 1914, à la tête de son bataillon, il est blessé près de Rambervillers (Vosges). Il est nommé chef de bataillon à titre temporaire. Le régiment se transporte dans le Pas-de-Calais où a lieu la bataille d'Artois.
Émile Laure est très impliqué dans les combats du plateau de Notre-Dame-de-Lorette. Le 9 octobre 1914, il assure la reprise du plateau. Il est alors fait Chevalier de la Légion d'honneur avec la mention suivante : « A été particulièrement brillant au combat du 8 octobre où il avait été spécialement chargé de l'enlèvement de la hauteur de Notre-Dame-de-Lorette, mission qu'il a accompli avec brio et un sens tactique au-dessus de tout éloge. »
Le 27 avril 1915, il est blessé sur ce même plateau. Il est cité à l'ordre de la brigade : « Brillant officier, d'une activité et d'une bravoure au-dessus de tout éloge, d'esprit clairvoyant et d'un jugement sûr, d'une grande autorité sur sa troupe. »
Le 1er juin 1915, il est nommé chef d'état-major de la 13e DI, l'autre division du Xe corps d'armée. Il est cité à l'ordre de l'armée. Il reste à ce poste pendant 25 mois, en Artois, à Verdun, en Champagne, dans la Somme, en Alsace, dans le Soissonnais.
Le 1er juillet 1917, il est appelé au 3e bureau du Grand Quartier général (GQG) auprès du général Pétain qui ne va pas tarder à le remarquer. Il prend part aux travaux et remplit les missions qu'il exposera dans un ouvrage publié en 1922 chez Plon-Nourrit : Au 3ème Bureau du troisième GQG. Il est confirmé comme chef de bataillon à titre définitif.

#### Entre-deux-guerres
Aussitôt après la guerre, Émile Laure est détaché au service historique de l'état-major de l'armée, pour y terminer la partie relative à la reprise de l'offensive du rapport du maréchal Pétain, sur les opérations de 1917-1918 et pour rédiger le tome VI de la grande publication officielle en 129 volumes sur les "Armées françaises dans la Grande Guerre".
En juin 1920, Émile Laure est nommé Officier de la Légion d'honneur, sur proposition de la commission Fayolle, en raison de ses titres de guerre (2 blessures, 3 citations).
De 1921 à 1924, désormais lieutenant-colonel, il est nommé sous-chef du Cabinet de la Guerre auprès des ministres Barthou puis Maginot.
En 1924, il revient auprès du maréchal Pétain, inspecteur général de l'armée et vice-président du Conseil supérieur de la Guerre. Il accompagne le maréchal Pétain au Maroc en août et septembre 1925. Il assure des reconnaissances et des liaisons auprès notamment du général Primo de Rivera. Il est alors cité à l'ordre des TOE (théâtres d'opérations extérieurs).
En novembre 1925, il voit arriver sous ses ordres le capitaine de Gaulle, qui vient d'être affecté à l'état-major du maréchal Pétain.
Le 20 février 1926, nommé chef d'état-major de Pétain, Émile Laure dirige un cabinet militaire restreint. À ce titre, il est chargé de noter, par deux fois, son subordonné Charles de Gaulle.
Il est promu colonel en mars 1928.
De 1928 à 1930, il commande la 6e demi-brigade de chasseurs alpins à Nice. Il stimule ses bataillons en organisant des nombreuses manœuvres en montagne. Il remonte complètement l'École d'instruction des officiers de réserve de Nice.
En 1931, il suit les cours du Centre des hautes études militaires.
Le 4 avril 1931, il est nommé chef d'état-major du maréchal Pétain, alors inspecteur général de la défense aérienne du territoire. Avec son chef, il entreprend une campagne ardente et continue pour le développement de l'aviation en France. Il préside la commission de rédaction des instructions codifiant la doctrine de défense aérienne.
Il est nommé général de brigade le 31 juillet 1932.
En 1934 et 1935, il demeure chef d'état-major auprès du maréchal Pétain, nommé ministre de la Guerre, puis auprès du général Maurin, qui lui succède.
En mai 1935, il prend le commandement de la Division d'Alger.
Le 15 décembre 1935, il est nommé général de division et est fait commandeur de la Légion d'Honneur le 30 juin 1937.
En janvier 1938, il est nommé au commandement de la 9e région à Tours.
A la mobilisation, il prend le commandement du 9e corps d'armée et quitte alors Tours. Il a pour mission de défendre le secteur de Forbach sur le front de la Sarre.

#### Seconde Guerre mondiale
Il fut le général de l'armée française qui commandait, en 1939 le 9e corps d'armée, et en 1940, la VIIIe armée sur le front de Lorraine. Il donne l'ordre de saboter les défenses de Belfort dans la nuit du 16 au 17 juin 1940. La 1re Panzerdivision arrive deux jours plus tard, avec seulement une trentaine de chars, et capture des milliers de soldats français sans combats. L'historien Roger Bruge reproche également au général Laure d'avoir demandé que ses subordonnées soient cités à l'ordre de l'armée pour des actions qu'ils n'ont pas menées.
Il est fait prisonnier à La Bresse, avec quatre autres généraux, le 22 juin 1940.
Libéré de captivité sur l'intervention du maréchal Pétain, le général Laure devient Secrétaire général du cabinet du chef de l’État le 15 novembre 1940 dans le nouveau gouvernement de Vichy et, en décembre 1940, secrétaire général de la Légion française des combattants (LFC) en remplacement de Xavier Vallat. Il approuve Pétain qui envisage de se constituer comme otage à la place des communistes de Nantes et Bordeaux après un double attentat. Après avis de son gouvernement, Pétain renonce et le général Laure est critiqué ; il quitte son poste en avril 1942 après le retour de Pierre Laval au gouvernement.
Arrêté par la Gestapo fin 1943 et déporté en Allemagne jusqu'à la Libération en 1945. À nouveau arrêté et jugé dans le cadre de l'épuration qui a suivi la Libération, il a été acquitté le 2 juillet 1948.
Il a reçu la Francisque.

## Famille

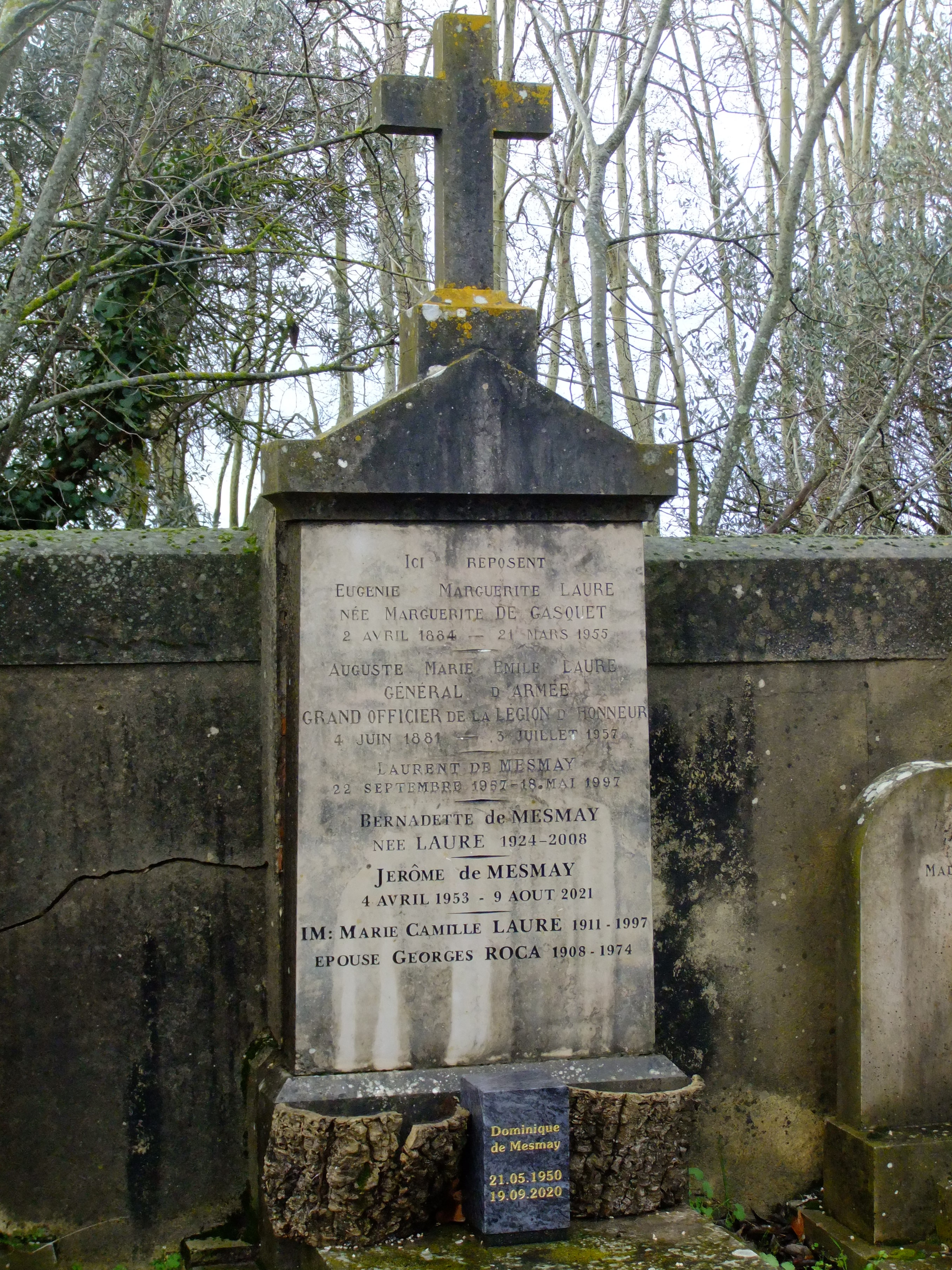
Tombe d'Émile Laure au cimetière de Sauvebonne, Hyères.

Fils de Jacques Ernest Laure, un ingénieur des Arts et Manufactures, et de Marguerite Marie Louise Duval, il s'est marié à Draguignan le 27 septembre 1908 à Eugénie Marguerite de Gasquet, fille de Pierre-Paul de Gasquet (1855-1929), polytechnicien, lieutenant-colonel du génie, dont une autre fille, Madeleine, était mariée en 1908 à Pierre Delpech de Frayssinet (1875-1918).
Il est le père de René Laure (1912-2004), également général de l'armée française, marié en 1937 avec  Paulette Grognier, et d'Henri Laure (1914-2000), amiral. Son petit-fils, Xavier Laure, est un général de l'Armée de l'air.

## Décorations
- Croix de guerre 1914-1918 avec palme (France)
- Commandeur de la Légion d'honneur
- Officier de l'ordre de la Couronne d'Italie

- Croix de guerre belge (17 avril 1920)
- Officier de l'ordre de la Couronne de Belgique (26 avril 1920)
- Croix de l'ordre militaire rouge d'Espagne (5 février 1926)
- Médaille coloniale, agrafe Maroc 1925 (janvier 1926)
- Médaille de la Victoire (8 juin 1921)
- Officier de l'Instruction publique (21 janvier 1931)
- Commandeur de l'ordre du Ouissam alaouite chérifien (31 décembre 1934)
- Grand officier du Nichan Iftikhar (Tunisie) (22 août 1934)
- Grand officier de l'ordre de l'Étoile de Roumanie

## Publications
- Sous le pseudonyme d'Henri-René, Au 3e Bureau du troisième GQG (1917-1919), Paris, Plon, 1921, 279 p.
- Pétain : biographie du maréchal jusqu'à la capitulation, Berger-Levrault, 1942, 442 p.